# 漂泊信天翁
漂泊信天翁，是鸌形目信天翁科大信天翁屬下的一種鳥類。這個物種生存於南半球的西風帶區域，以魷魚及烏賊等頭足綱生物及魚為食。牠們是當今所有現存鳥類中擁有最大翼展的物種，也是最大、最重的海鳥，有時因此被稱為最大型的飛鳥。
漂泊信天翁由瑞典生物學家卡尔·林奈描述，但由於其外觀上的相似性、正模標本的丟失及基因上的差距較小，其物種內的分類一直較為混亂，並直至近期才將這個物種拆分為4—5個物種。成鳥全身以白色及黑色羽毛為主，眼睛虹膜呈棕色，鳥喙粉色而末端為黃色，腳部則在粉色到藍灰色之間。其幼鳥除了白色的頭部，多以深棕色羽毛為主，並在約十年的成長過程中逐漸換羽為成鳥的羽毛。作為翼展上最大的現生鳥類，漂泊信天翁具有長距離滑翔的能力，並足以環繞南極洲一圈，但相對而言，其起飛及降落則較為困難。
這個物種採終身配對的一夫一妻制繁殖。與同類相似，其繁殖週期相當長，自11月的繁殖季開始，其卵約需75—83天才能孵化，雛鳥再經約260—303天的哺育後，才能長齊羽毛並離巢，至此時約已經一年的時間，因此其繁殖周期約為兩年一次。受到這個限制，雖然牠們有可長達80年的壽命，但族群增長速度相當緩慢，導致了現今遭遇到漁業及外來種破壞繁殖地的威脅下，其族群數量連年下降。於2010年代的研究顯示現約有20100隻可繁殖的成鳥，因此《國際自然保護聯盟瀕危物種紅色名錄》將其列為易危物種。

## 命名歷史
1681年，英格蘭博物學家尼希米·格魯對漂泊信天翁的頭部骨骼就已有相關描述，並描述水手稱其為「The Man of War」。這個物種完整的描述出於1747年，英國自然學家喬治·愛德華茲的書籍中，並有了「Albatross」之名。1758年，瑞典生物學家卡尔·林奈於其出版的《自然系統》第十版引用了愛德華茲的資料，將其命名為，是當時賦予作為屬名的兩個物種之一。英國動物學家喬治·羅伯特·格雷則在1840年時，指定漂泊信天翁為大信天翁屬之模式種。
其屬名源自於希臘神話中，埃托利亞的國王狄俄墨德斯。:136狄俄墨德斯與這些鳥的關聯有多種說法，一說當他年老死亡之後，其過於悲傷的同伴轉變成白色的鳥類；也有一說指出狄俄墨德斯的朋友們冒犯狄俄墨德斯的妻子，因此其妻憤而將他們轉變為大型的白色鳥類，以示懲戒；也有就其同伴激怒了早已對狄俄墨德斯有所怨恨的阿芙蘿黛蒂的報復有關。:136種小名則是來自同名的拉丁語，意為「徘徊、流浪（者）」之意，象徵漂泊信天翁於廣闊的南冰洋中漫遊的習性。:156
林奈藉由格魯、愛德華茲及埃利埃澤·阿爾賓所累積下來的資料，將其模式產地標記於「好望角一帶」，但其以現代角度而言過度簡要的描述跟模式產地的註解造成了今日分類上的問題。:211因當時作為正模標本的頭骨現已丟失，而阿爾賓在描述這個物種時又與相淆；加上信天翁可四處長距離移動，導致這些過往資料可能早已不客觀。因此於2017年時，其正模標本被重新指定為1913年採集，現收藏於美國自然史博物館的AMNH 526787標本，而模式產地為南佐治亞。

## 生物分類學
信天翁科內的物種分類歷史複雜，在過去甚至曾一度建立了12個屬，並下劃了12—24個不等的物種。做為大信天翁屬的模式種，漂泊信天翁的物種地位直到1980年代初前並未有發生任何變更，但其下到底有無亞種的存在至今仍為有所爭論的議題。1983年，有研究者認為阿姆斯特丹岛島上的阿岛信天翁應為獨立物種，而將其自漂泊信天翁中獨立而出，有些研究不認同此一作法，但也有些研究認為應拆分為更多物種。這幾個存在爭議的「物種」至今一共有五個，被統稱為「漂泊信天翁複合體」（Wandering albatross species complex）。除了漂泊信天翁本身，還有以下四個物種（或亞種）參與其中：
- 安岛信天翁 D. antipodensis
- 吉布森信天翁 D. antipodensis gibsoni
- 阿岛信天翁 D. amsterdamensis
- 特岛信天翁 D. dabbenena

這數種信天翁視其分布地區差異具有深淺不同的羽毛：其中在高緯度地區的種類帶有淺色羽毛；在低緯度者則多為深色羽毛。在世界鳥類學家聯合會的名錄下，整個漂泊信天翁複合體被拆分為四個物種，當中漂泊信天翁本身的英文名稱則自變更為，以避免與複合體的名稱混淆；且其下並無任何亞種，為單型種。

## 形態描述

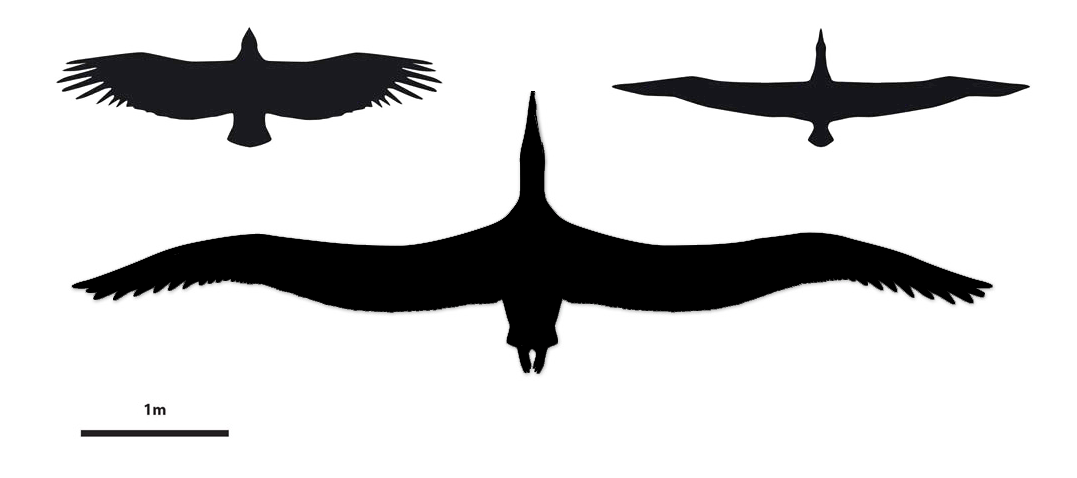
數種鳥類的翼展示意圖，自左起分別為安第斯神鹫、漸新世時期的桑氏遠洋鳥、漂泊信天翁

漂泊信天翁的體長在1.09—1.5公尺之間，體重6.25—11.3公斤（平均約6.96公斤）之間，是一種大型海鳥。其鳥喙寬平均約35.7公釐、深平均約49.5公釐、嘴峰長平均約16.2公分，翼長平均約63.5公分；跗蹠平均長約11.5公分，尾長平均約18.1公分。這個物種的平均壽命為30年，部分個體可達80年。
漂泊信天翁是現存鳥類中翼展最大的物種，其翼展介於2.69—3.5公尺之間，同時也擁有當中最多的飛羽，可達88枚。:68-69在金氏世界紀錄中的最大翼展紀錄為3.63公尺。而一些未確認的報告則聲稱有標本的翼展達到了4公尺，或甚至5.33公尺之長。:69因其在現生鳥類中的最大翼長，因此有時被稱之為最大型的飛鳥，但視不同測量的數值，安第斯神鹫、灰颈鹭鸨等也可能會與其同樣有最大飛鳥的稱號。
漂泊信天翁成鳥的眼睛虹膜棕色，眼周粉色或帶有些許藍色，圓滑的鳥喙為粉紅色至粉白色，尖端為黃色；腿、腳也為粉紅色（可能帶有藍灰色），腳趾間則有蹼以提供更好的划水動力。其全身多為白色，而胸部、翅膀背側及後緣（初級飛羽）為黑色；黑或白色的尾巴末端為楔形且較短小。在頭部後側，有時可能會沾染到粉紅色或橙色的污漬，那些污痕來自於鼻孔排出的過多鹽分及食物消化後的胃油的混合物，被認為可能是飛行時受壓而意外沾染至身上的。雄鳥在體型上較雌鳥來得大、鳥喙較短，且體色更白。:50隨著年齡增長，成鳥的羽毛顏色會逐漸變白，而年邁的雄鳥會是其中顏色最白的——此時可能僅翅膀後緣處會是黑色的；但翅內斑紋隨性別或年齡的變化很小。

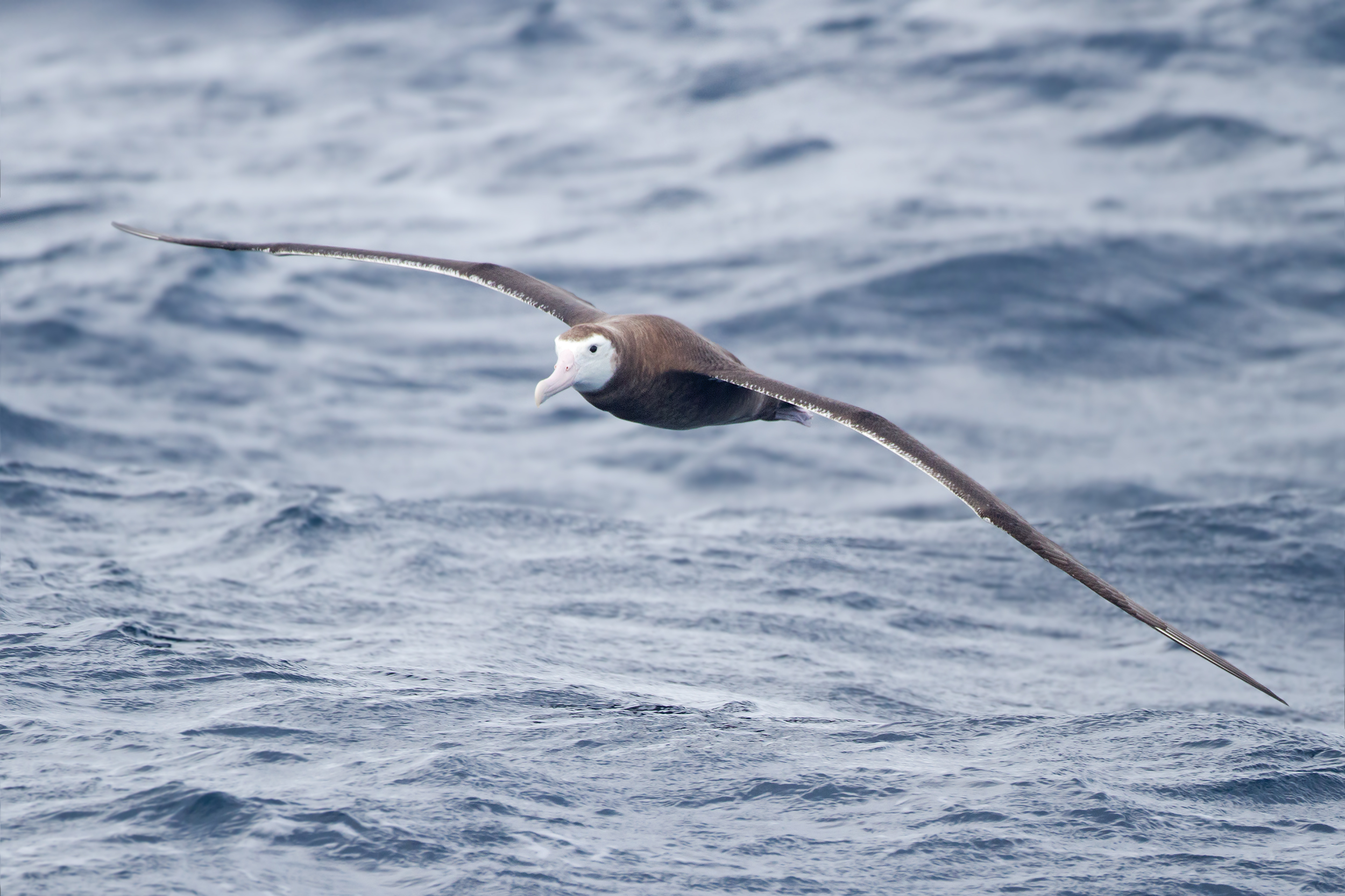
未成年鳥，攝於澳洲塔斯馬尼亞

漂泊信天翁的新生雛鳥身披白色絨毛，並在之後逐漸更換為淺灰色或更深的絨毛。在幼鳥離巢後，在1—5歲的個體被稱為未成年鳥（immature），其外觀上為白色的臉部配上與灰褐色的頭頂、身體及翅膀，翅膀前緣為白色、末端則偏黑。在這階段的大信天翁屬個體基本上難以區分成不同物種。4歲後，未成年鳥會以臀部、背部和腹部為中心逐漸向外更換為白色的成鳥羽毛，並至少要到5歲之後才會更換成完整的成鳥羽毛。5—10歲的則稱為亞成鳥（subadult），這時翅膀內側大部分會是白色的，且帶有一些有黑色區塊，尾巴尖端可為白色或黑色。
與其他數種一起構成漂泊信天翁複合體的物種相比，成鳥在外觀上相似而易混淆，必須得藉頭、肩、翼和尾巴等處才有辦法區別這些物種，在海上區別這些複合體物種通常是相當困難的。而這個物種也與南方皇家信天翁相似，在較遠距離時，僅在於翅膀外側上的黑白花紋分佈有所不同，其中前者在翅膀中段處會有較多白色區塊；而後者在該處黑色較多，且白色的紋路會構成近似瓦片的紋路。在近距離觀察時，南方皇家信天翁的鳥喙較為立體，因而有較為明顯的陰影處；而且前者並不會像漂泊信天翁在其頭頸處後方沾染到粉橙顏色的鳥喙分泌物，因南方皇家信天翁的頭部較窄、鳥喙較寬且鼻腔較大。

## 遷徙與棲息環境
漂泊信天翁是遠洋性的鳥類，常於南冰洋的南緯40—60度之間活動，夏季可至更南的地方，但也常在南緯10度的地方出現，是分佈最為廣泛的可飛海鳥之一。雖然受到赤道無風帶的限制而難以飛越至北半球，但曾有成鳥在加利福尼亞、西西里、葡萄牙、巴拿馬、聖赫勒拿、斐濟、日本、東加等地被發現過。
剛離巢的幼鳥跟未成年鳥相較於成鳥而言，更偏好在亞熱帶的水域中活動；而雄鳥偏好在次南極和南極水域覓食，反之雌鳥喜歡於溫暖的水域覓食。
這個物種會在法属南部和南极领地的凯尔盖朗群岛及克罗泽群岛、南非愛德華王子群島、澳洲麥覺理島和英國海外領土的南喬治亞島等五座亞南極地區島嶼或群島上繁殖。這幾座島嶼的共通點為多由泥炭土、草叢、莎草、苔蘚和灌木所組成。

## 習性

### 飛行

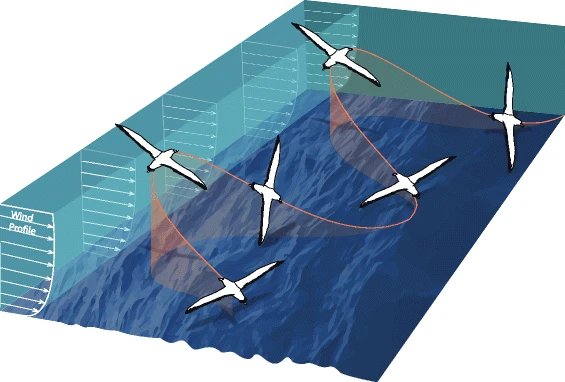
信天翁動力翱翔的示例：信天翁於飛行中逆風攀爬上升，在順風時下降而能自風中獲取能量，白色箭頭表示了風向

漂泊信天翁藉由數種能力及環境條件以在空中長距離飛行：當地（即咆哮40度）常有強勁且不停的西風，能使其滑翔而不需要消耗過多能量振翅。同時，牠們利用了「動力翱翔」：在飛行中下降時獲得動量，用於在逆風爬上來，使其無論在順風或逆風條件下都能藉由風力實現無動力的飛行——比起純粹拍動翅膀，信天翁可藉由這種飛行方式，產生多出約十倍的推進力，因此牠們甚少在空中拍動翅膀從而節省能量消耗。另曾有一份研究指出，其翅膀可以鎖定其肱骨的位置：只要肩關節抬至水平位置處時整個翅膀的骨架位置就會被鎖定，使飛行用的肌肉不那麼輕易進入疲勞狀態；而將翅膀向後挪時這個鎖定狀態就會被解除。在這種滑翔狀態下，其心率僅普通休息狀態下的一半。:4
藉由這些機制，漂泊信天翁能在風力足夠的條件下能連續飛行數天，並得以有能力環繞南極洲。其飛行速度可達20公尺每秒以上，但通常會為了保持動力翱翔不中斷，信天翁甚少會飛得比這個速度更快。一次GPS的追蹤紀錄顯示其最快速度可達67英里每小時（108每小時），達當地風速3倍。
但起飛及降落對漂泊信天翁則是一個難題，因其長而窄的翅膀只適合滑翔，而難以幫助瞬間起飛。考慮到其體型及重量，漂泊信天翁起飛時至少需要約11英里每小時（18每小時）的風速協助，並且還要助跑一大段距離才得以起飛；反之，降落時則需要逆風以減速，否則只能以接近迫降的方式降落。而在信天翁滑翔期間風若停止，就有可能會被迫降落在水面上，甚至可能導致牠們被迫於水面上滯留數天而無法起飛。

### 食性
漂泊信天翁通常於日間捕食，以烏賊、魷魚等头足纲動物及魚類（如小鱗犬牙南極魚）為其主要獵物。在澳洲新南威爾斯州附近，其主食為大型的伞膜乌贼。而南喬治亞群島伯德島，牠們則以康氏魷為其主要的頭足綱獵物；波塞申島島上的則多食南洋力士鉤魷為主。
其次要的食物包含水母及甲殼類（如南极磷虾）。與其他信天翁相比，這個物種將腐肉作為食物的比例更多。人類漁業也意外地幫助了其生存——漂泊信天翁也經常尾隨漁船等船隻，以撿拾其廢棄物、廚餘、餌料、內臟。
漂泊信天翁多在海洋表面捕食；其潛水能力極其有限，而少數情況下仍可見其進行極淺的潛水。牠們可能會利用魷魚繁殖後會漂浮到水面上的習性捕食，也會撿拾鯨類食用後的食物碎片，或在低空掠過海浪時捕捉水面上的獵物。繁殖期間，漂泊信天翁可飛行約20800公里的距離，進行長達25天的遠洋捕食。在夜間，牠們仍可能會嘗試靜待於水面上，嘗試捕獲一些獵物。

### 繁殖

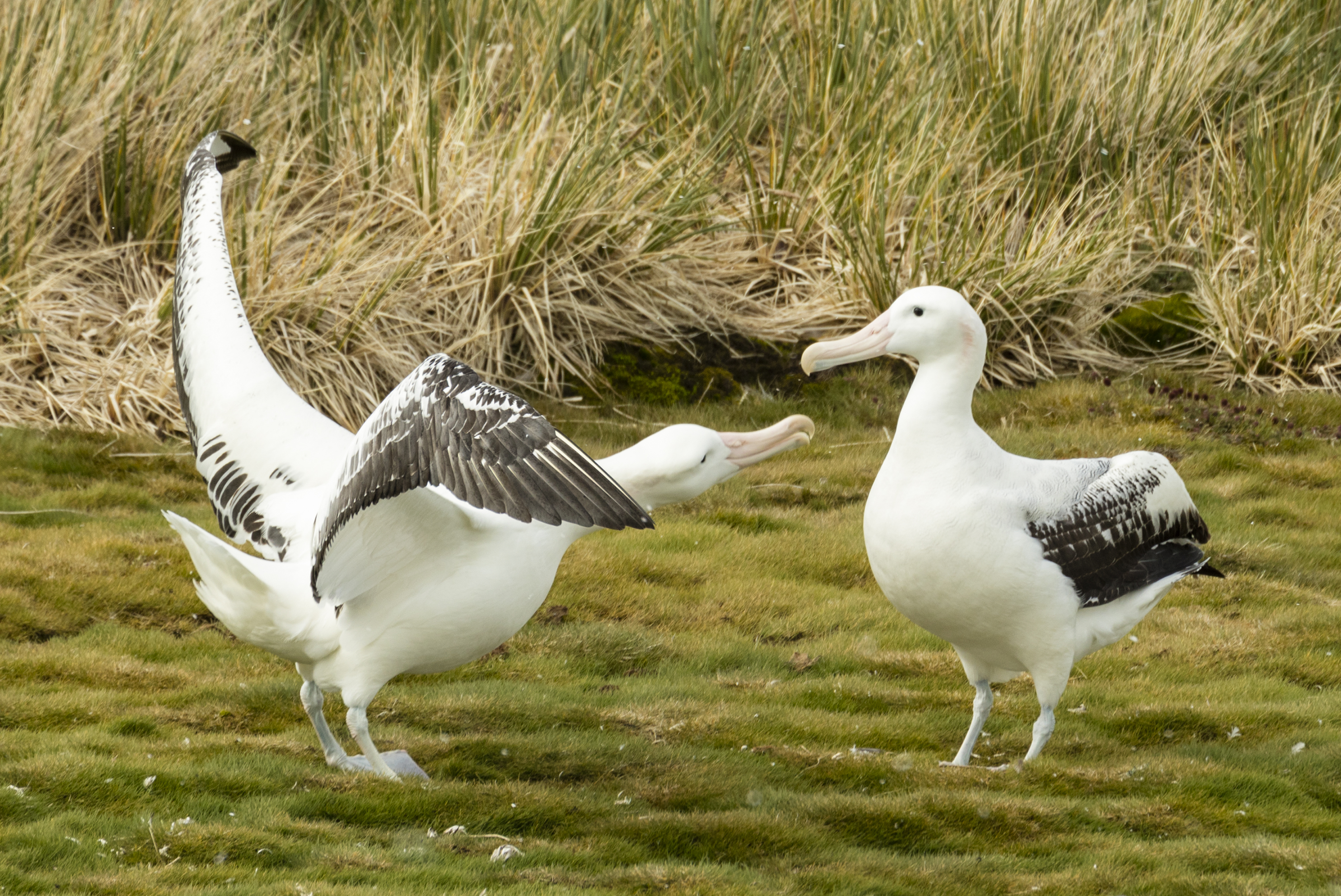
求偶中的飄泊信天翁，攝於南喬治亞普里昂島

大信天翁屬的物種是普遍繁殖周期較長的物種，而漂泊信天翁也不例外。:198這個物種採終身配對的一夫一妻制，但若連續多年繁殖失敗，則仍有可能分開另尋伴侶。:204通常這個物種的繁殖季始於11月，每兩年繁殖一次，但也有少數配對會連續兩次繁殖季都會育雛。初次繁殖的時間在6—15歲之間（平均10歲），但近期初次繁殖年齡趨勢有所下降。
其求偶行為在達到性成熟之前就已出現，雄鳥會經由鞠躬、敲喙、儀式性的跳舞（包含開翅、抬頭及發出叫聲）等動作以向雌鳥示好，而性成熟後的成鳥反而較少求偶。:48:203但已經形成配對的成鳥，即使巢內已經可能有雛鳥，雙方仍可能在4月之前會有求偶動作。交配行為發生在雌鳥產卵1—26天前。:204雖然這個物種為一夫一妻，但仍不乏雄鳥試圖與路過的雌鳥交配或是配偶外交配的情形發生。:204

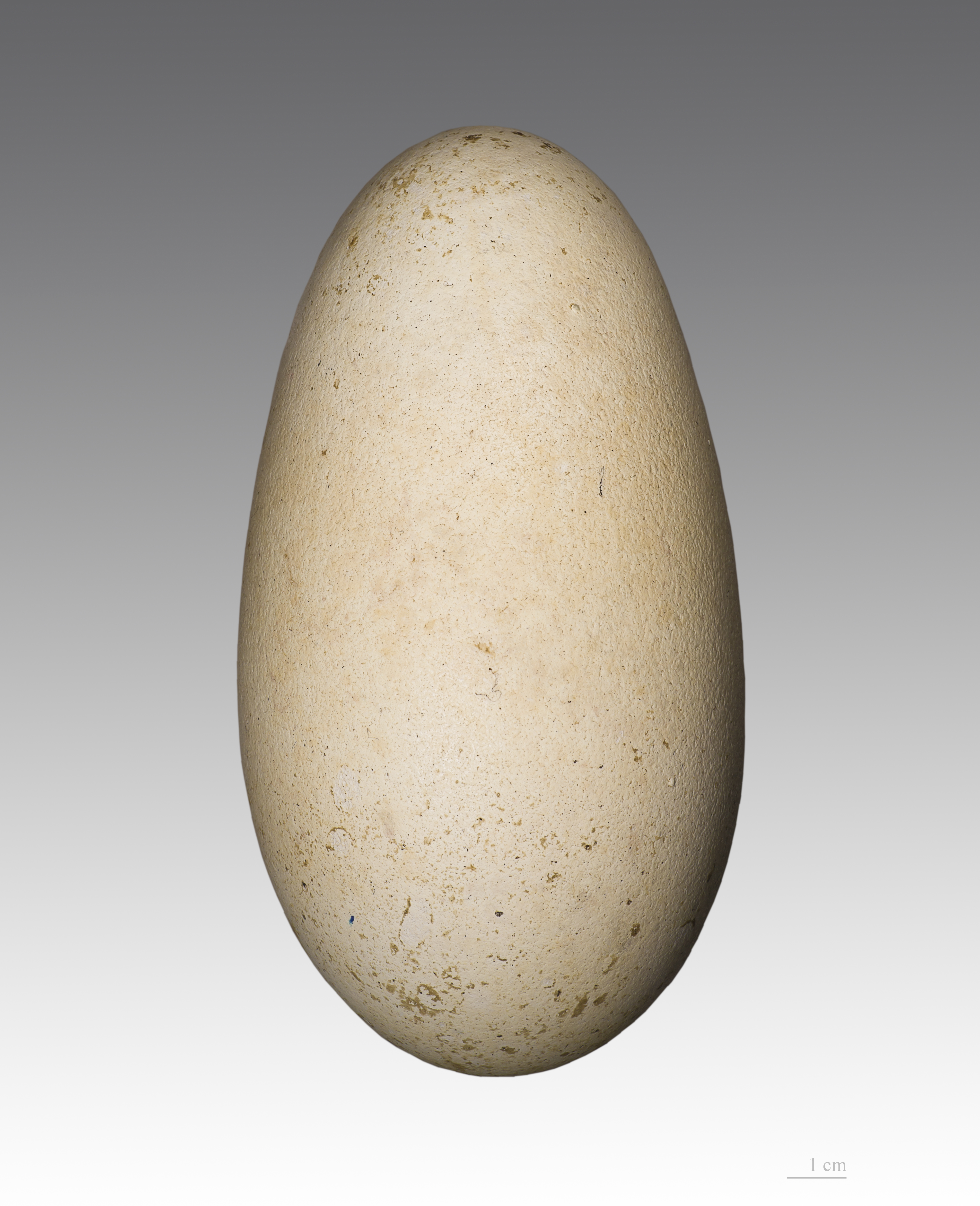
漂泊信天翁的卵標本，藏於法國圖盧茲博物館

其巢穴通常會選在近海的高原、山脊、平原或山谷等避風處，自11月起開始建築，是由泥土和植被堆積、以蹼足踏實形成的凸碗狀構造；雌鳥建築巢穴，雄鳥提供材料。巢穴每年大多會重建一個，但也有使用舊巢的情形。巢穴的淺凹處約有20英寸（510）寬，高度則約有6至18英寸（150至460）。巢穴密度大小不一，可以是每公頃少於一個，也能是每公頃30個；巢穴周圍領地的範圍較小，在南喬治亞島上的族群，其領地僅為巢穴為中心的約1—2公尺半徑左右。:203
漂泊信天翁會在每年12月10日至1月5日之間產下一枚卵。其卵由雙親輪流孵化，在此期間孵卵的成鳥會絕食，約2—4天輪班一次，但會隨著時間而拉長而可能到一個月換班一次，而卵則需要約75—83天（平均79天，此時約在3月左右）才會孵化，需時較長。卵的大小多變，1968年在南喬治亞島測得卵長介於114—142公釐、 寬78.5—86.0公釐；1992年對1607枚卵的秤量則得到平均約490公克重，但在1847年於紐西蘭奥克兰群岛上卻得到了588公克的重量。:91卵孵化後，雛鳥由雙親一同扶養，食物則是由雙親自其胃中反芻而出的胃油混合物。

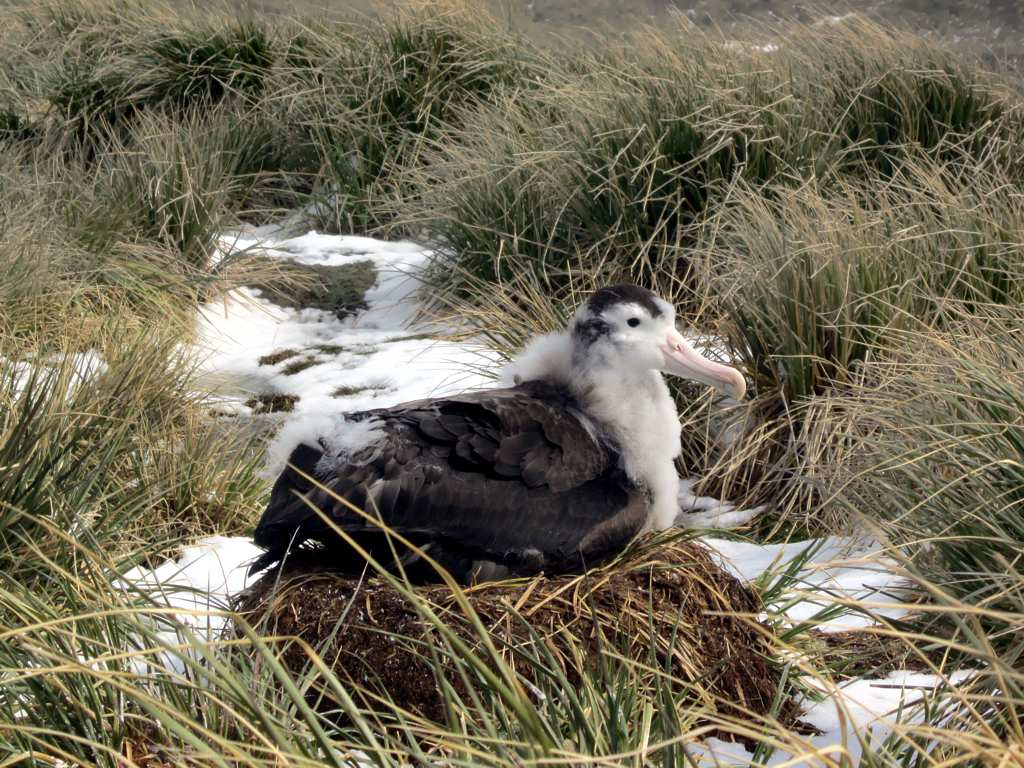
漂泊信天翁幼鳥，攝於南喬治亞群島普里昂島

其幼鳥約經過260—303天後羽毛才會長全（平均271天，此時約在11月至12月間）。在離巢前，幼鳥會大量囤積脂肪，1968年時的一次測量顯示可達16.1公斤，隨後在離巢後的幾周內逐漸消耗掉。:65離巢後，漂泊信天翁的亞成鳥至少在2歲之前（平均約5—6歲）都不會返回其棲地。在一個完整的繁殖季節中，成鳥約需進行70次的覓食旅程，飛行約15.5萬公里以哺育幼鳥。
整體而言，漂泊信天翁的繁殖成功率約70％，離巢後的幼鳥成功再數年後至返回棲息地的機率約30—50％（較其他海鳥來的高），成鳥的年均死亡率平均為5—7％。其整個生命史中死亡率最高的時間即為離巢後的第一年，特別是在離巢後首兩個月內，約有25％的幼鳥會在此時死亡。

### 叫聲
漂泊信天翁並非長時間鳴叫的鳥類，通常僅在爭奪食物以及在繁殖地或求偶時才有可能聽見其聲音。而雛鳥也會發出輕柔的啁啾聲，年紀稍長的幼鳥則會發出高音哨聲和咯咯聲。除了叫聲，這個物種也會以鳥喙敲擊發出聲音，通常在受到威脅時出現。

## 威脅與天敵

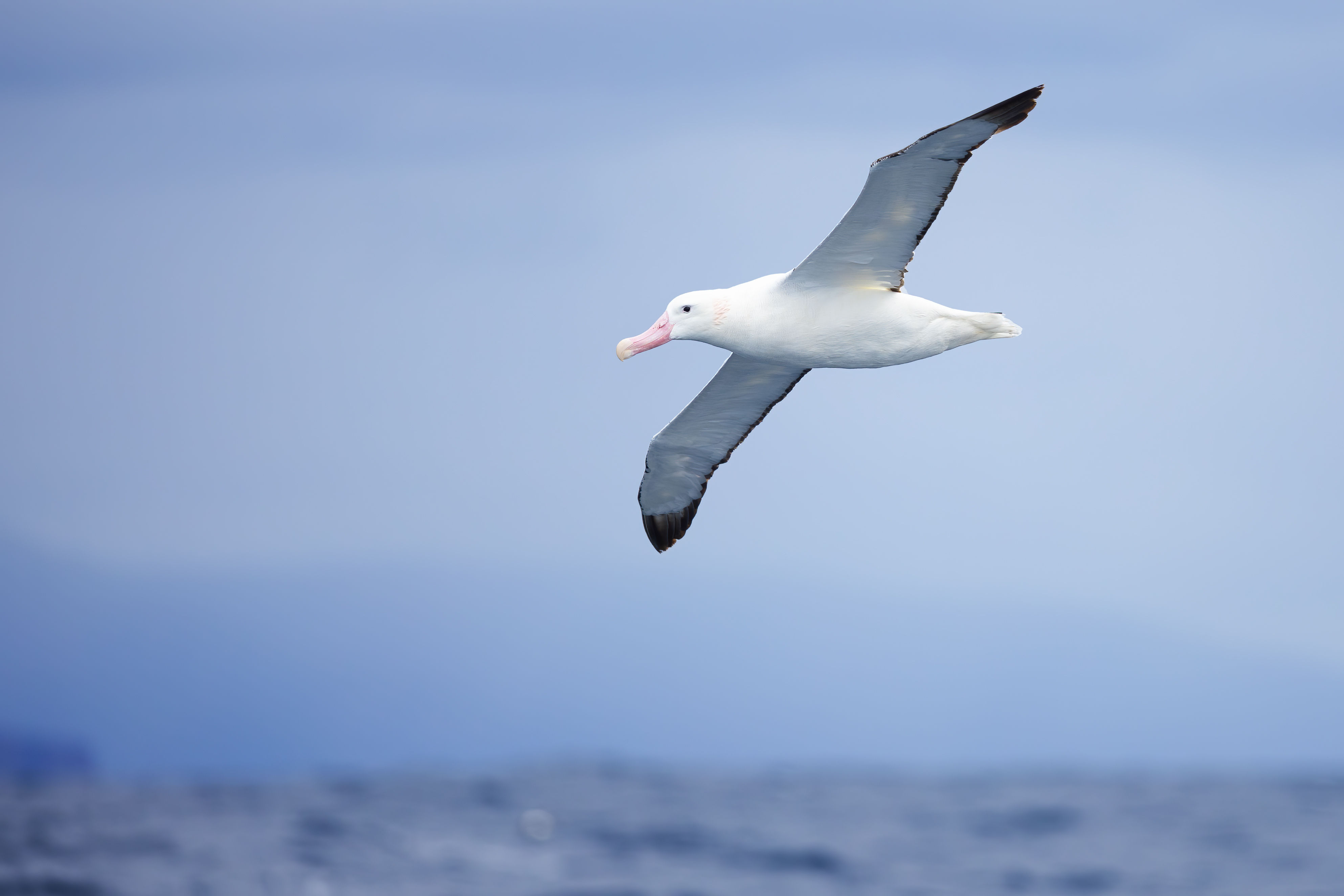
攝於澳洲塔斯馬尼亞

延繩捕魚等漁業發展是對漂泊信天翁最嚴重的威脅，雖然這個物種並非主要的漁業捕獵目標，卻往往會吸引這些潛水能力較差的信天翁因為周遭的魚群上鉤，進而溺死在水中。其活動範圍常常與日本及台灣遠洋鮪魚船隊活動範圍有所重疊，而這些船隊多至2000年代末才開始防止鳥類誤觸漁網。克羅澤群島於1980年代起的族群回升，就被認為與這些漁業逐漸遠離其繁殖地有關。但仍因漂泊信天翁緩慢的繁殖週期影響，這些正面影響可能需要至少十年之後才會在其族群數量上產生作用。而那些在繁殖地的雛鳥也容易受到海洋垃圾和漁業垃圾的影響。
受到成鳥體型相當大的影響，牠們在陸地上少有天敵；所以其天敵多為來自食用其卵或幼鳥的物種，如一些贼鸥及鞘嘴鸥等。但部分被引入或侵入漂泊信天翁棲地的外來物種如貓、小家鼠、豬、山羊、南极毛皮海狮等，造成程度不一的棲息地劣化，或者導致卵跟幼鳥被攻擊的情況增加。在過去，人類曾捕捉漂泊信天翁作為食物，但已經遭到禁止。
環境的持續變化，如聖嬰現象、水溫上升、海冰減少、風速加大降低了繁殖成功率。:160,199但也有於1966年至2010年的追蹤研究中，反而支持了發現西風持續增強會有助於漂泊信天翁縮短覓食時間及飛行時的能量消耗，因而能提高繁殖成功率，而成鳥的體重也增加了1公斤以上的說法。重金屬如汞等汙染也可能對其造成影響。:174

## 保育情形
1998年時，漂泊信天翁估計約有28000隻成鳥，到了約2010年代則估約有20100隻成鳥，呈下降趨勢。受到過於緩慢的繁殖週期及延繩捕魚的威脅，其族群在五座群島或島嶼中多呈減少的趨勢，例如在南喬治亞的整體族群自1984—2004年間就下降了30％。在《國際自然保護聯盟瀕危物種紅色名錄》中，國際鳥盟鑒於延繩漁業的威脅仍存及持續下降的繁殖族群，將漂泊信天翁列為易危物種。
這五座成為漂泊信天翁繁殖地的島嶼或群島目前皆有嚴格的環境控制，例如麥覺理島上入侵的貓在2000年時已被清除，而囓齒動物及兔子則在挹注2460萬美元下展開清除活動，其中兔子已在2022年時被清除完畢。
- 《信天翁及海燕保育協定（英语：Agreement on the Conservation of Albatrosses and Petrels）》（ACAP）保育物種[54]
- 《保护野生动物迁徙物种公约》（CMS）附錄二物種[55]

## 外部連結
- 维基共享资源上的相關多媒體資源：漂泊信天翁
- 維基物種上的相關：漂泊信天翁
- VIREO上漂泊信天翁的圖片
- Xeno-canto上有关漂泊信天翁的錄音